# Gradowo (gmina)
Gradowo (do 1870 Wymysłowo; od 1874 Piotrków) – dawna gmina wiejska istniejąca przejściowo w XIX wieku w guberni warszawskiej. Siedzibą władz gminy było Gradowo.
Gmina Gradowo powstała 28 sierpnia 1870 w powiecie radiejewskim (przemianowanym w 1871 na powiat nieszawski) w guberni warszawskiej, w związku z przemianowaniem gminy Wymysłowo na Gradowo, po przyłączeniu do niej pozbawionego praw miejskich Piotrkowa.
W 1874 roku gminę Gradowo (z Piotrkowem) przemianowano na gminą Piotrków, a istniejącą dotychczas gminę Piotrków (z Radziejowem) na gminę Radziejów.
Poniższa tabela przedstawia tę złożoność, między innymi zmianę znaczenia odpowiednika gminy Piotrków:
| Rok  | Gmina północna                              | Gmina południowa                          |
| ---- | ------------------------------------------- | ----------------------------------------- |
| 1867 | gmina Piotrków                              | gmina Wymysłowo                           |
| 1870 | gmina Piotrków + zniesiono miasto Radziejów | gmina Gradowo + zniesiono miasto Piotrków |
| 1874 | gmina Radziejów z osadą Radziejów           | gmina Piotrków z osadą Piotrków           |